# Oberzissen
Oberzissen är en kommun och ort i Landkreis Ahrweiler i förbundslandet Rheinland-Pfalz i Tyskland.
Kommunen ingår i kommunalförbundet Verbandsgemeinde Brohltal tillsammans med ytterligare 16 kommuner.